# Ripley Township (comté de Brown, Illinois)
Ripley Township est un township du comté de Brown dans l'Illinois, aux États-Unis,. 